# NGC 795
NGC 795 é uma galáxia elíptica (E-S0) localizada na direcção da constelação de Eridanus. Possui uma declinação de -55° 49' 28" e uma ascensão recta de 1 horas, 59 minutos e 49,3 segundos.
A galáxia NGC 795 foi descoberta em 27 de Outubro de 1834 por John Herschel.